# Pieter Teyler van der Hulst
Pieter Teyler van der Hulst (Haarlem, 1702 – id., 1778) était un négociant, banquier, philanthrope et mécène néerlandais. De confession mennonite, il se garda cependant de tout fanatisme et restait, sans doute en raison de ses origines, fortement imprégné de l’esprit des Lumières écossaises. Très fortuné, il mourut sans descendance et légua à une fondation créée par lui et portant son nom une somme de deux millions de florins (équivalant à env. 80 millions d’euros actuels) destinée, selon les termes de son testament, à favoriser la religion, les arts et les sciences dans sa ville natale, ce qui se concrétisa en particulier par la création du musée Teyler. D’autre part, il disposa que fût fondé en son nom, au moyen d’une partie de son legs, le Teylers Hofje, hospice sis à Haarlem et destiné à accueillir de vieilles dames nécessiteuses, et fit d’importantes donations à diverses personnes issues de la communauté mennonite.

## Biographie
Pieter Teyler naquit à Haarlem le 25 mars 1702 au sein d’une famille baptiste mennonite. Ses père et mère appartenaient tous deux à des familles baptistes très fortunées. Un de ses ascendants, répondant au nom de Taylor, qui par altération donnera Teyler, avait au XVIe siècle émigré de l’Écosse vers Haarlem pour motifs religieux. À la mort de sa mère en 1721, Pieter Teyler décida d’adjoindre le nom de famille de celle-ci, Van der Hulst, à son propre patronyme. Il fut un membre actif de la communauté mennonite haarlémoise de la dénomination Waterlander, organisée autour de l’église de la ruelle Peuselaarsteeg, près de l'Oude Gracht, dans l’ouest de la vieille ville.
D’autre part, de par ses ascendances écossaises, Teyler était en même temps un disciple, actif et entreprenant, des Lumières écossaises ; cela se traduisait par une attitude politiquement conservatrice mais intellectuellement radicale et novatrice, par une grande curiosité et soif de savoir, par un fort optimisme à l’endroit du progrès humain, et par la répudiation des antiques polémiques théologiques. En accord également avec la tradition familiale, et secondé en cela par sa femme Helena Verschaave, d’origine amstellodamoise, Pieter Teyler s’attacha au sort des indigents et des orphelins ; ne se satisfaisant pas de dons en argent, il œuvra aussi sur le plan administratif à améliorer leur condition – cela du reste sans acception d’appartenance religieuse, les membres de sa propre congrégation ne bénéficiant pas davantage de ses largesses que les adeptes d’autres confessions. Ainsi devint-il à partir de 1750 le syndic de l’orphelinat municipal et s’employa-t-il à ce qu’un hospice, le Kolderhofje, dit aussi Vrouwe- en Antonie Gasthuis, tombé en déshérence, fût rénové et pût reprendre ses activités. Avec sa femme, il fonda en outre, en 1752, un nouvel hospice, qu’il destina aux femmes âgées nécessiteuses et auquel il donna son propre nom ; à la différence des autres hospices mennonites de Haarlem, il n’était pas requis, pour être admis dans le Teylers Hofje, d’appartenir à la communauté mennonite.
L’éventail de ses centres d’intérêt semble avoir été fort ample, si l’on en juge par les titres de sa bibliothèque, sa collection de gravures et d’estampes, et sa collection numismatique. Pourtant, Teyler apparaît réticent à prendre part à l’intense vie associative de sa ville natale, vie associative qui ne prendrait d’ailleurs véritablement son essor qu’après sa mort. Le marqueront davantage, en revanche, les sociétés savantes de son époque, plus particulièrement le Natuurkundig College (litt. Collège de physique, constitué vers 1730) et la Hollandsche Maatschappij der Wetenschappen (litt. Société hollandaise des Sciences, qui fut créée à Haarlem en 1752 et se proposait de promouvoir les sciences sous toutes leurs formes), sociétés savantes auxquelles ne manquaient pas d’adhérer ceux de ses concitoyens, mennonites et autres, qui s’intéressaient aux sciences naturelles. L’initiative qu’il prit en 1772, conjointement avec quelques autres, de créer la Teekenacademie (litt. Académie de Dessin) atteste de l’intérêt qu’il vouait aussi aux arts. Au moyen de prêts importants qu’il consentait, il permit en outre la mise en œuvre d’une série d’autres projets, tels que le relogement en 1777 de la Hollandsche Maatschappij dans un nouvel édifice, et la fondation en 1773 du Muziekcollege (Collège de musique).

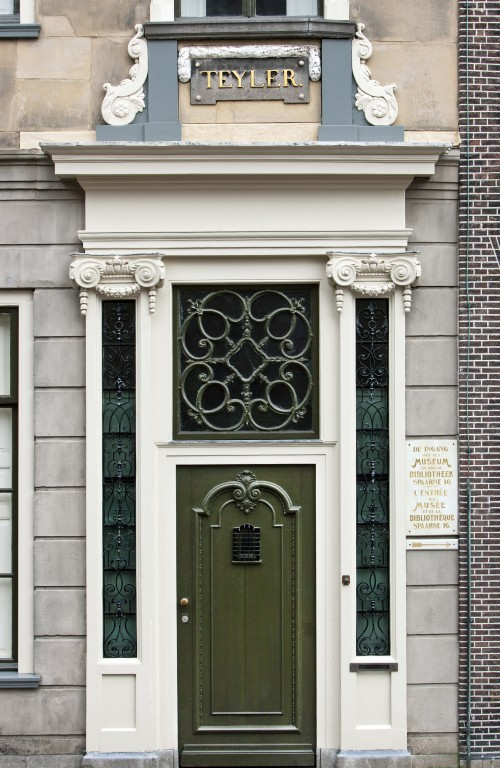
Porte d'entrée de la Fundatiehuis, ancienne demeure privée de Pieter Teyler.

Jusqu’à sa mort en 1778, il mena par ailleurs, et de manière plus affirmée encore à la suite du décès de son épouse en 1754, une existence assez retirée dans sa vaste demeure de la Damstraat à Haarlem. Dans la première partie de sa carrière, il avait poursuivi l’entreprise parentale de production et de commercialisation de la soie, activités qui avaient toujours permis à ses aïeux Taylor, depuis leur arrivée aux Pays-Bas en 1583, d’augmenter incessamment leur fortune. Toutefois, vers le temps où sa femme mourut, il s’avisa que ce négoce était à l’agonie. Il résolut donc de liquider progressivement, en moins d’une dizaine d’années, toute son affaire, de fermer sa manufacture et de vendre ses stocks, et de faire désormais des activités purement financières sa principale source de revenus. Il intervint désormais comme prêteur de fonds auprès de ses concitoyens, notamment pour son voisin, le riche marchand amstellodamois George Clifford III, d’ascendance écossaise comme lui, et connu pour être le mécène de Carl Linnaeus. Il est notoire au demeurant que les banquiers et hommes d’affaires hollandais d’origine écossaise comme Teyler, Clifford, et Hope aimaient à se faire mécènes des arts et des sciences.
Attendu que le sentiment de vanité était étranger à la mentalité baptiste, il est remarquable que Teyler eût fait confectionner de lui deux portraits. Vers 1750 d’abord, c’est à la fois comme négociant et comme collectionneur qu’il posa devant le peintre haarlémois Frans Decker, tenant en effet en mains le livre de comptes mais ayant aussi disposé sur la table le catalogue de dessins. Ensuite, une dizaine d’années plus tard, Taco Jelgersma, disciple de Deckers, le peignit en sa seule qualité de collectionneur. Sur chacun de ces deux portraits, il apparaît vêtu d’un habit de drap noir, hors mode et d’une sobre élégance.

## La fondation Teyler

### Collections constituées par Pieter Teyler
Nombre des amis baptistes de Teyler et beaucoup de ses concitoyens haarlémois possédaient une appréciable collection d’objets d’histoire naturelle. S’ils collectionnaient, ce n’était point pour céder à la vogue collectionneuse qui régnait au XVIIIe siècle, mais pour leur propre plaisir et à l’effet d’augmenter leurs connaissances. Ils se plaisaient à mettre leurs collections à la disposition de la science et à entretenir une correspondance avec les savants de leur époque, lesquels en retour leur prodiguaient des conseils et consentaient à analyser les objets recueillis. Cependant, Teyler ne fut jamais partie prenante de tels réseaux. L’inventaire de ses possessions dressé après sa mort ne fait état que de « divers casiers contenant des oiseaux empaillés et d’autres objets de dilettante » ; ceux-ci furent alors simplement liquidés.
Par ce même inventaire, l’on apprend également que Pieter Teyler détenait une soixantaine de tableaux, suspendus aux murs partout dans son hôtel particulier. Dans une pièce côté cour furent découverts plusieurs portefeuilles renfermant des gravures et des dessins. Au premier étage se trouvait une façon de cabinet d’estampes (« prent- of kleine voorkamer »), où l’on découvrit des estampes en quelque quantité (« eenige prentkonst »). Il appert donc, ainsi que le confirme son testament, que les centres d’intérêt de Pieter Teyler se situaient davantage dans le domaine de la peinture et des estampes.
La majeure partie de sa collection d’art fut vendue aux enchères peu après sa mort. Par les catalogues des commissaires-priseurs, il a pu être établi que les dessins et gravures dont il avait fait l’acquisition comportaient des thèmes surtout bibliques, historiques et architecturaux, ce qui au demeurant s’accorde tout à fait aux siennes dilections telles que sa bibliothèque et sa collection de monnaies et médailles anciennes semblent les dénoter.
L’inventaire fait état encore de neuf armoires bien remplies, « renfermant une multitude de livres », dont le nombre doit être estimé à 750 volumes, et dont la plupart furent vendus après sa mort. La centaine de livres à avoir été conservés traitent de numismatique, d’architecture, de sculpture et de théologie. Il s’agit donc, de compte fait, d’une modeste collection privée.

### Testament

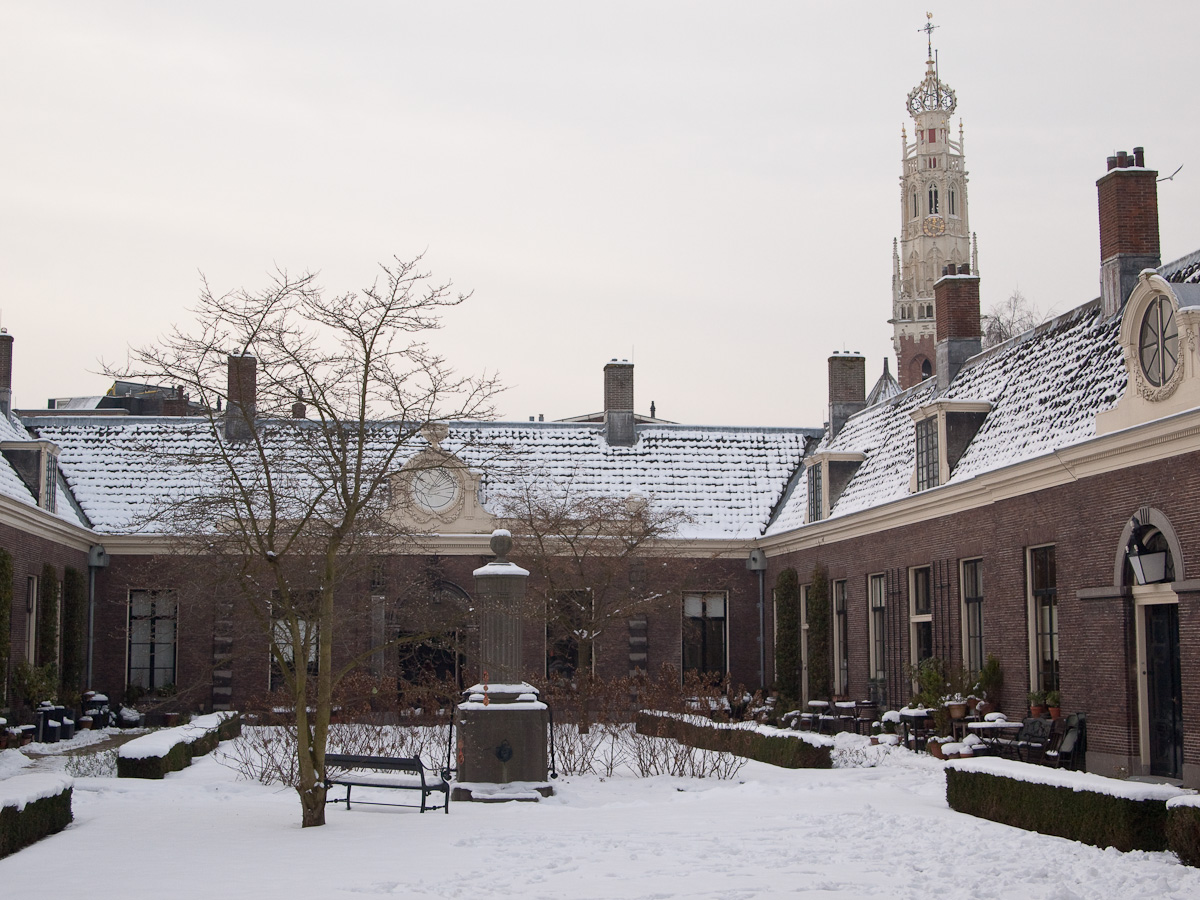
Teylers Hofje.

Dans son testament, rédigé dès 1756, Pieter Teyler requérait que sa collection et une grande partie de sa fortune fût utilisée à « encourager la religion, les arts et les sciences, dans l’intérêt général », et aussi à financer des œuvres de bienfaisance. À cet effet devait être créée une fondation portant son nom (en néerl. Teylers Stichting), dirigée par des personnes spécialement désignées, appelées directeurs, et qui serait constituée de deux sociétés (genootschappen) distinctes, de six membres chacune, l’une dénommée Teylers Godgeleerd, chargée de promouvoir la religion chrétienne, l’autre dénommée Teylers Tweede Genootschap (tweede = deuxième), destinée à favoriser la science physique, la poésie, l’histoire, l’art du dessin et la numismatique.
Ce testament est du reste le seul document dont on ait pu tirer quelque renseignement sur la personne de Teyler lui-même ; en effet, il n’a pu être trouvé aucun document personnel le concernant, comme s’il s’était appliqué à effacer toute trace de sa vie personnelle.
Les exécuteurs testamentaires, c’est-à-dire les premiers directeurs de la Fondation Teyler, prirent la décision de mettre sur pied un centre d’étude et de connaissance, ouvert au public, qui allait ensuite au fil des décennies se muer en un musée au sens moderne du terme, le musée Teyler.
De fait, les ouvrages, œuvres d’art et objets d’histoire naturelle réunis de son vivant par Pieter Teyler, et qui constituaient une collection finalement assez modeste, étaient bien loin d’occuper une place centrale dans l’aménagement de la première en date, et la plus éblouissante, des galeries de l’actuel musée, la Salle ovale.
Une autre stipulation du testament portait qu’un intendant, « artiste-peintre ou tout autre amateur des arts et des sciences », chargé de conserver, de ranger et d’augmenter de nouvelles acquisitions la bibliothèque et les autres collections, aurait à prendre ses quartiers et à loger dans l’hôtel particulier de Teyler sis au n° 21 de la Damstraat. Cette demeure, qui a été intégrée dans le complexe muséal Teyler, et dont le jardin communique par une porte latérale avec la Salle ovale, est connue aujourd’hui sous le nom de Fundatiehuis et n’est accessible aux visiteurs que sur rendez-vous ou lors du Monumentendag, journée annuelle du patrimoine aux Pays-Bas.